# Diocesi di Jingxian
La diocesi di Jingxian (in latino Dioecesis Chimsciensis) è una sede della Chiesa cattolica in Cina suffraganea dell'arcidiocesi di Pechino. Nel 1950 contava 32.645 battezzati su 2.500.000 abitanti. La sede è vacante.

## Territorio
La diocesi comprende parte della provincia cinese di Hebei.
Sede vescovile è la città di Jingzhou, dove si trova la cattedrale dei Sacri Cuori di Gesù e Maria.

## Storia
La prefettura apostolica di Jingxian fu eretta il 24 aprile 1939 con il breve apostolico Ad uberiores di papa Pio XI, ricavandone il territorio dal vicariato apostolico di Xianxian (oggi diocesi).
Il 9 gennaio 1947 la prefettura apostolica è stata elevata al rango di diocesi.
Dopo la rivoluzione culturale sembra che il governo abbia preteso di dare alla circoscrizione il nome di diocesi in Hengshui. Il 6 gennaio 2004 è stato ordinato vescovo coadiutore della diocesi monsignor Peter Feng Xin Mao, succeduto al defunto Matthias Chen Xi-lu il 16 gennaio 2008.

## Cronotassi dei vescovi
Si omettono i periodi di sede vacante non superiori ai 2 anni o non storicamente accertati.
- Leopold Brellinger, S.I. † (4 maggio 1939 - 18 settembre 1967 deceduto)
  - Sede vacante
  - Peter Fan Wen-xing † (20 dicembre 1981 consacrato - 1999 dimesso)
  - Matthias Chen Xi-lu † (1999 succeduto - 16 gennaio 2008 deceduto)
  - Peter Feng Xin-mao, succeduto il 16 gennaio 2008

## Statistiche
La diocesi nel 1950 su una popolazione di 2.500.000 persone contava 32.645 battezzati, corrispondenti all'1,3% del totale.
| anno | popolazione | popolazione | popolazione | presbiteri | presbiteri | presbiteri | presbiteri                | diaconi | religiosi | religiosi | parrocchie |
| anno | battezzati  | totale      | %           | numero     | secolari   | regolari   | battezzati per presbitero | diaconi | uomini    | donne     | parrocchie |
| ---- | ----------- | ----------- | ----------- | ---------- | ---------- | ---------- | ------------------------- | ------- | --------- | --------- | ---------- |
| 1950 | 32.645      | 2.500.000   | 1,3         | 51         | 15         | 36         | 640                       |         | 12        | 27        | 18         |

Nel 2004 sono stimati circa 26.000 cattolici, con  27 preti e 60 religiose.